# Vitale Candiano
Pour les articles homonymes, voir Candiano.
Vitale Candiano est le 24e doge de Venise élu en 978.

## Biographie
Vitale Candiano est le fils du 20e doge Pietro III Candiano et le frère de Pietro IV Candiano. Il est élu par l'assemblée populaire en septembre 978, après la fuite de son prédécesseur Pietro Orseolo, qui s'est volontairement retiré dans la vie monastique dans une abbaye des Pyrénées-Orientales.

### Rapports avec l'empire d'occident
À cette époque, les rapports entre Venise et le Saint-Empire romain germanique sont tendus parce qu'en 976 les Vénitiens ont tué le 22e doge Pietro IV Candiano, un despote qui était soutenu par l'empereur Otton II.
Quand Vitale Candiano est élu, le patriarche de Grado, frère de Pietro IV Candiano, retourne à Venise depuis Vérone qui est le siège de l'empereur auprès duquel il s'était réfugié; le doge le renvoie auprès de l'empereur comme ambassadeur et il réussit à obtenir le pardon pour la ville. Au cours de règne, il semble ne pas avoir eu de contact avec l'empire byzantin.

### Abdication
Quatorze mois après avoir été élu, Vitale Candiano abdique pour raisons de santé. Il se retire dans l'abbaye de Sant'Ilario et meurt peu de jours plus tard.

## Sources
- (it) Cet article est partiellement ou en totalité issu de l’article de Wikipédia en italien intitulé « Vitale Candiano » (voir la liste des auteurs).